# Автошлях Т 1821
Автошля́х Т 1821 — автомобільний шлях територіального значення у Рівненській області. Пролягає територією Дубенського району через Вербу — Онишківці. Загальна довжина — 15,8 км.

## Маршрут
Автошлях проходить через такі населені пункти:
| Автошлях Т 1821    |        |
| Рівненська область |        |
| Дубенський район   |        |
| Верба              | E40М06 |
| Стовпець           |        |
| Онишківці          | Т 1822 |